# ハンガリーアルミニウム赤泥流出事故

被害図。星印がダムの決壊箇所。なお左上端のMarcalと書かれているのがマルツァル川。

ハンガリーアルミニウム赤泥流出事故（ハンガリーアルミニウムせきでいりゅうしゅつじこ）は、2010年10月4日にハンガリーのヴェスプレーム県アイカにあるアルミニウム工場で大量の赤泥が流出した災害である。

## 事故の経過

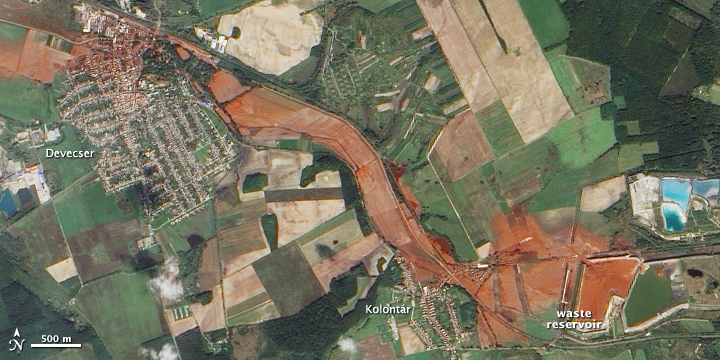
上空から撮影した被害地域の様子。中央の赤い部分が赤泥が流出した跡。

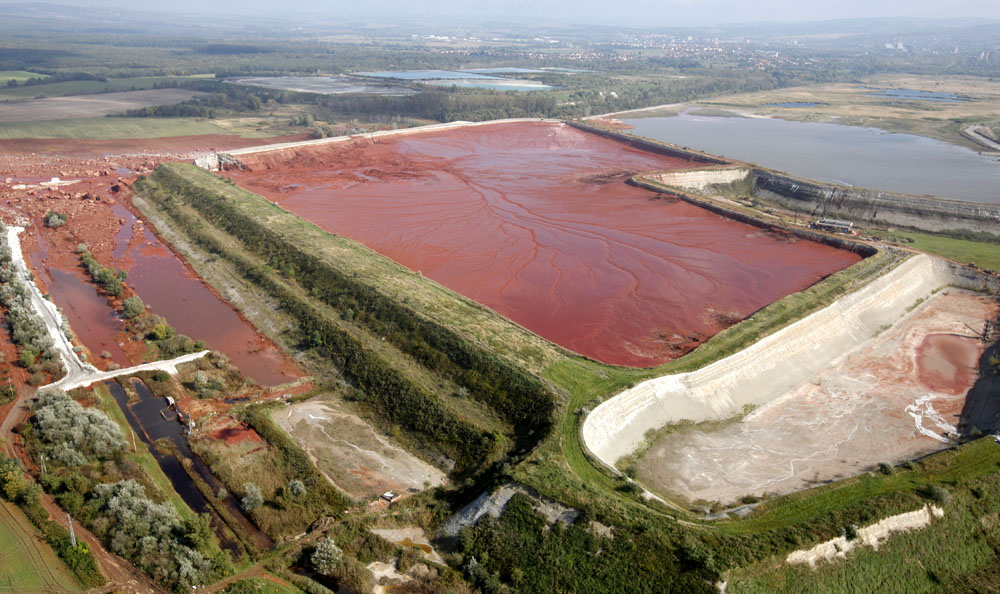
決壊したダム。写真奥の角の部分が決壊箇所。

2010年10月4日の中央ヨーロッパ夏時間(CEST)12時25分（協定世界時(UTC)10時25分）頃、ハンガリーの首都のブダペストから西に約150キロメートル離れたヴェスプレーム県のアイカにあるハンガリーアルミニウム製造販売株式会社 (MAL Magyar Alumínium Termelő és Kereskedelmi Zrt.) の工場にあった鉱滓ダムの堤体が決壊した。ここでは、アルミニウム精製の際に発生した酸化鉄(III)を主成分とする赤泥廃液を貯水していた。重金属や強塩基など毒性および腐食性の高い物質を含んだ廃液が、100万立方メートル（3500万立方フィート）流出し高さ1メートルから2メートルの波となって近くのコロンタール村やデベツェルの町へと流れ込んだ。
廃液の波は40平方キロメートル（15平方マイル）にわたって村町全域を覆い尽して赤褐色に染め、多くの車や家屋を押し流した。ハンガリー政府は5日、ヴェスプレーム県、ジェール・モション・ショプロン県、ヴァシュ県の3県に非常事態宣言を発令した。この災害での死者は9人に達し、120人以上の負傷者を出した。
さらに廃液はトルナ川という小川の方向へ流れていったため、トルナ川の合流先であるマルツァル川に流れ込むことが予測された。このマルツァル川はラーバ川の支流であり、ラーバ川はジェール・モション・ショプロン県の県都ジェールで国際河川のドナウ川へと合流する。ドナウ川の河口は、一旦汚染されると浄化が難しいとされる閉鎖性水域である黒海に存在する。このため、上流部の狭い範囲で廃液を喰い止めるべく、ハンガリー政府はマルツァル川に石膏を流し込んで固め、壁を作ることで汚染物質を堰き止める方策をとったものの失敗。中央ヨーロッパ時間の7日正午にはドナウ川本流に到達し、ハンガリーの首都ブダペストのほか、ラーバ川との合流点より下流に位置する各国では飲料水の汚染などが懸念されたため、クロアチア、セルビア、ルーマニアの三ヶ国はドナウ川の水質監視を強化した。
ハンガリー通信社によると、この事故の影響でpH値（数値が7より大きいほどアルカリ性が強いことを示す、通常は6-8）がジェールを流れるラーバ川で最高pH9.65を記録、ドナウ川本流でもpH8.4が観測されたとされる。これにより、9日時点でドナウ川支流で多数の魚類の死骸が確認され、最初に汚泥が到達した川に至っては全ての魚が死滅した。ハンガリー政府はアルカリを中和する薬品を川に流し対応した。

## 原因
原因は調査中ではあるが、会社関係者は2010年5月17日から6月5日まで中央ヨーロッパを襲った洪水 (2010 Central European floods) により池の水位が上がり、決壊したという証言をしている（すなわち人災ではないとする）。これに対し、ハンガリーのオルバーン・ヴィクトル首相は5日、「自然災害とは考えられず、人為的なミスを疑うべきだ」と述べた。
一方で地元の環境保護団体によると、流出した化合物の赤泥はEUの基準では有毒廃棄物として指定されていなかったことも判明している。
なお、同様の事例として2000年にルーマニアのバイア・マーレで発生したシアン化合物流出事故 (2000 Baia Mare cyanide spill) がある。

## 赤泥
今回の事故を引き起こした赤泥はバイヤー法によってボーキサイトをアルミナ（酸化アルミニウム）へと精製した際の廃棄物である。アルミニウムはボーキサイトを粉状にし、バイヤー法により水酸化ナトリウムを加えて溶かしアルミン酸ナトリウム溶液とした後、水酸化アルミニウムを沈殿させて回収されるのであるが、その溶解残滓が今回流出した汚泥である。赤泥はボーキサイト中の不純物の大部分を含んでおり、赤い色は主成分である水和酸化鉄(III)に由来する。赤泥の主な成分を下表に示す。
| 化合物 | 化合物           | 含有量 | 備考                                                             |
| ------ | ---------------- | ------ | ---------------------------------------------------------------- |
| Fe2O3  | 酸化鉄(III)      | 40–45% | 泥の赤色の原因                                                   |
| Al2O3  | 酸化アルミニウム | 10–15% |                                                                  |
| SiO2   | 二酸化ケイ素     | 10–15% | ナトリウム・カルシウムアルミノケイ酸塩として存在                 |
| CaO    | 酸化カルシウム   | 6–10%  | 水と反応すると水酸化カルシウムとなり、塩基性を示す。             |
| TiO2   | 二酸化チタン     | 4–5%   |                                                                  |
| Na2O   | 酸化ナトリウム   | 5–6%   | 水と反応すると水酸化ナトリウムとなり、非常に強力な塩基性を示す。 |

この汚泥には先述の水酸化ナトリウムが混じっており、生成直後は強い塩基性を示す。廃液貯留池にはこの汚泥約3000万トンが貯蔵されていたと考えられている。初期調査によれば、EUの環境基準を超える汚染物質は検出されなかったものの、赤泥のpHは13であった。この汚泥が皮膚に触れると、その高い塩基性のために薬傷を負う。また、 グリーンピースによると採取された赤泥には乾燥重量で110ppmのヒ素、1.3ppmの水銀、660ppmのクロムが含まれていたと言う。